# 김용주 (1905년)
김용주(金龍周, 일본식 이름: 金田龍周(가네다 류슈), 호(號)는 해촌(海村), 1905년 7월 29일 ~ 1985년 1월 26일)는 일제 강점기와 대한민국의 기업인이자 정치인이다. 경상남도 함양에서 출생하였고 지난날 한때 경상남도 김해에서 잠시 유아기를 보낸 적이 있는 그는 그 후 경상북도 영일에서 성장하였다. 김창성 전 한국경영자총협회 회장과 김무성 국회의원의 아버지이다.

## 생애
1905년 7월 29일 경상남도 함양군 함안면 신관리에 아버지 김재두(金載斗)와 어머니 경주 김씨(慶州金氏) 사이에서 태어났다.  
김용주는 성종 때 사관 김일손(金馹孫)의 형 김기손(金驥孫)의 후손이다. 15대조 김부영(金富榮)은 연산군 때 무오사화로 화를 입고 그 가족이 야반도주하여 전라북도 임실에서 숨어 살았다. 그 뒤 연산군이 폐위되고 복권돼 다시 서울에 올라갔으나 이미 집도 없어지고 더 이상 살 수 없어 재산을 정리해서 다시 전라도 장수에 내려와 살았다. 선조들이 장수에서도 상당기간을 살았고, 선산까지 마련했으나 또다시 일은 터지고 말았다. 고조부 김달문(金達文)이 명당 묫자리를 두고 부안 김씨였던 고을 원님 집안과 다투었다. 선산 묘소에서 밀장이 발견됐고, 시비 끝에 주먹다짐이 있었는데 그만 상대편 사람이 죽고 말았다. 더 이상 장수에서 살수 없게 되어 또다시 야반도주를 해야 했고, 그렇게 도착한 곳이 경상남도 함양이었다. 
1923년 20살 무렵 포항에서 조선식산은행에서 근무하면서 영일군 포항읍에 정착했다. 독서회를 조직하고 노동야학을 조직하여 교사로 활동했다. 1926년 삼일 민족운동의 정신을 본받는다는 뜻으로 삼일상회(三一商會)을 설립했다고 한다. 
1926년 5월 독서회를 조직했다는 이유로 체포되었으나 무죄로 석방됐다.
1927년 7월 22일 신간회 영일지회 정치부 간사로 활동하기도 했다. 이후 1936년 3월 포항 영흥학교 인수하여 민족교육을 하였으며 단군묘 건립을 주장했다.
1937년 조선총독부에서 전국 13도 도청의 자문기관으로 설치한 경상북도 도회 평의원에 당선되어 해방이 될 때까지 활동했다. 태평양전쟁이 발발하자 김용주는 가네다 류슈(金田龍周)로 창씨개명하고 대표적인 조선인 친일단체였던 ‘국민총력 경상북도연맹’과 ‘조선임전보국단 경북도지부’에 가입하여 활동했다. 내선일체를 상징하는 ‘대구국체명징관 건립’에 1천 원을 헌납했고 황국신민화를 위한 ‘대구신사 건립’에 2천 원을 헌납했다. 다시 미국과 영국을 격멸할 군용기 5대를 헌납하고 징병제 실시에 대한 감사의 뜻을 결의하는 내용을 사사히신문(朝日新聞)에 광고를 하였다. 전선공직자대회(全鮮公職者大會)에 참석하여 징병을 독려하는 연설을 하며 친일행적을 하였다.
해방 이후 적산기업 중 하나인 전남방직을 불하받아 갑부가 되었고 이승만이 집권하자 대한해운공사 초대 사장을, 박정희가 집권하자 한국경영자총협회 초대 회장을 역임했다.
1985년 1월 26일 미국 하와이주 호놀룰루 와이키키의 KAL호텔에서 현지시간 기준 오후 8시 30분에 별세했다. 한국 시간대 기준으로는 1985년 1월 27일 오후 3시 30분이었다.

## 학력
- 부산제2공립상업학교 졸업

## 논란
김용주의 가족들은 김용주의 일제강점기 행적에 대해 알려진 내용들은 모두 허위 사실이라고 주장하고 있으며, 일절 부인하고 있다.

### 주요 논란에 대한 반박
친일 행적에 대한 반박
1920년대부터 1940년대에 걸쳐 치안유지범으로 일제에 검거되기도 했고 신간회 활동, 조선인을 위한 학교 인수, 도회의원으로 총독부에 맞선 발언 등이 수십 건 근거로 남아 있다.
징병제 실시 찬양 및 전쟁 동원 선동에 대한 반박
1943년 10월 열린 전선공직자대회(매일신보 보도)에서 김용주는 “가장 급한 일은…정신적 내선일체화를 꾀하여 충실한 황국신민이 될 것”이라며 “징병을 보낼 반도의 부모로서…귀여운 자식이 호국의 신으로 야스쿠니 신사에 받들어 모시어질 영광을 충분히 인식해야 한다”고 주장했다. 반면 김용주의 가족은 “1940년 경북도의회 재선 이후 ‘전국에 단군묘(檀君廟) 건립’ 주장을 내세우다 고초를 겪는 등 민족운동을 이어갔다”고 주장한다.
일제 패망 당시 ‘살해 대상 1호’에 대한 반박
김용주의 가족은 그가 반일 행적으로 인해 태평양전쟁 말기 일제의 포항 지역 총살 대상 1호였다고 주장한다. 조선 계엄령 발포 시 지역 내 주요 조선인 8명의 총살 지시가 일본국 사령부로부터 내려왔다는 것. 이런 내용은 지난 8월 출간된 김용주 평전 ‘강을 건너는 산’에도 등장한다.
민족문제연구소의 재반박
민족문제연구소는 김용주가 전해 들은 얘기를 본인 회고록과 평전에 인용한, 객관적인 근거가 없는 얘기라고 일축한다.
조선인을 위한 학교 인수 및 야학의 성과
평전에 따르면 김용주는 29세이던 1933년 존폐 위기에 처한 포항 영흥학교를 인수, 교장직을 겸하고 훈육에도 참여했다. 그러나 동아일보 1936년 2월 8일자에는 ‘최경성 교장 등이 진력하였으나 (학교) 경영난은 최후 결정에 달하였다는데…’라고 나와 운영 시기가 엇갈린다는 것이 민족문제연구소의 주장이며, 일본어도 가르친 야학을 애국야학이라고 할 수 없다고 주장한다. 이에 대해 김용주의 가족은 “조선어 금지, 신문폐간 등 민족말살정책이 극에 달했던 당시 상황을 전혀 무시한 초보적인 지적”이라고 반박한다.
비행기 헌납운동
1944년 7월 아사히신문은 ‘결전은 하늘이다. 보내자 비행기를!’ 광고주 명단에 김용주 이름을 올렸다. 또 1942년 2월 매일신보에 따르면 김용주는 조선임전보국단 경북지부에서 군용기 헌납에 27만원을 모금했다. 이에 대해 김용주의 가족은 “일제 말기인 1940년대는 본인 의사와 관계없는 동원 기사·광고가 많이 나왔으며, 놋수저 하나까지 징발됐던 당시 상황을 고려해야 한다고 반박한다.
'변절자'라는 주장에 대한 반박
김용주가 청년기엔 민족의식을 보였고 신간회·청년단체 독서회 활동 등은 인정되지만, 일제 침략이 본격화되는 1930년대부터 완전히 돌아섰다. 이에 대해 김용주의 가족은 “1926년 3·1운동 정신을 이어받은 삼일상회 설립, 1938년 강제 면화재배 정책에 대한 국가 보상 요구 등 당시 상황에서 가능한 구국활동을 했다”고 부인하고 있다. 1940년 1월 동아일보에 따르면, 김용주가 영흥 학교에 사재 2만원을 기부하는 등 민족운동을 유추할 만한 증거들도 나온다.
당시 매일신보의 신빙성
민족문제연구소는 주요 증거로 활용한 매일신보에 대해 “총독부 기관지인 경성일보의 자매지였다고 해서 사료 가치가 없는 것은 아니며, 친일반민족행위진상규명위가 친일인사 1006명의 명단을 발표했을 때도 매일신보를 주요 사료로 삼았다”는 입장이다. 그러나 김용주의 가족은 “당시 당사자 동의 없는 강제 기고, 허위사실 수록에 대한 증언이 많아 전적으로 믿기 어렵다”고 주장한다.
친일인명사전 등재에 대한 논박
김무성은 “연구소가 10년 동안 300만여건을 검토했다던 사전에 여태껏 등재하지 않다가 김 대표가 여당 대표가 되고 나니 태도를 바꿨다”
민족문제연구소의 재반박
“2009년 첫 출간 당시 자료 부족으로 해외·지방 친일반민족행위를 전면조사할 수 없었다”며 “김용주에 대해서는 추가 조사가 필요했기 때문에 보류했고 발간된 개정판에는 누락됐던 인사가 다수 등재될 것”이라고 답변했다.
한겨레와의 소송
<한겨레>가 2015년 8월1일치 토요판에 ‘김용주 아들 김무성’(온라인 제목 ‘‘친일’ 김무성 아버지가 애국자로 둔갑하고 있다’)을 싣자 김무성 새누리당 대표는 부친의 친일 행적을 보도한 <한겨레>를 상대로 1억원의 손해배상과 반론보도를 청구하는 민사소송을 제기했다. 서울중앙지법 민사25부(재판장 이흥권)는 2016년 10월 김무성 새누리당 의원이 <한겨레>를 상대로 낸 반론보도 및 손해배상 청구 소송에서 원고 패소 판결했다. 김무성 전 의원 아버지의 친일 행적을 보도한 <한겨레>가 반론보도를 낼 필요가 없다고 법원이 판단했다.

### 동명이인
애국활동 사례 22개 중 2개는 동명이인
김용주는 1931년 6월 동아일보에 ‘충무공 유적 보전을 위한 성금 일급 시전을 냈다’고 나와 있다. 또 같은 해 11월 재만피란동포 위호금품(만주 동포를 위한 성금모금)으로 일금 삼십전을 냈다고 한다. 그러나 기사에 충무공 성금을 낸 이는 ‘마산 거주 김용주’로 나온다. 포항에서 활동했던 김용주와 동명이인이라는 반론이다. 만주동포 성금 기부자도 ‘경성부 애우수소양소년회 김용주’로, 서울 소년단체에 김용주가 가입되었을 리 없어 서로 다른이라는 주장이다.

## 저서
- 《풍설 70년》

## 가족 관계
- 아버지: 김재두 (金載斗, 1857년 ~ 1919년)
- 어머니: 경주 김씨 (慶州 金氏, 1871년 ~ 1963년)
  - 형 : 김용택 (金龍宅, 1887년 ~ ?) - 백부 김영두 (金英斗)에게 입양
  - 누나 : 김복동 (金福童, 1901년 ~ ?)
  - 동생 : 김용성 (金龍成, 1909년 ~ 1978년, 신한제분 회장)
  - 배우자 : 강정순 (姜貞順)
    - 장녀 : 김문희 (金文姬, 1928년 10월 13일 ~ , 용문학원 재단 이사장)
    - 사위 : 현영원 (玄永源, 1927년 1월 10일 ~ 2006년 11월 24일)
      - 외손녀 : 현일선 (玄逸善), 홈텍스타일코리아 회장 류승지 (柳承志)에게 출가
      - 외손녀 : 현정은 (玄貞恩) : 현대그룹 회장, 前 현대그룹 회장 정몽헌 (鄭夢憲)에게 출가
      - 외손녀 : 현승혜 (玄昇惠)
      - 외손녀 : 현지선 (玄知善)

  - 배우자 : 강신팔 (姜幸八, 1908년 ~ 1990년)
    - 장남 : 김창성 (金昌星, 1932년 11월 19일 ~ 2020년 10월 14일, 전방 명예회장, 한국경영자총협회 고문)
    - 며느리 : 오덕주 (吳德珠, 1934년 ~  , 서울가톨릭전국여성연합회 회장), 전 무임소장관 오위영의 딸
    - 차남 : 김한성 (金漢星, 1948년 ~ , 전 동해제강 대표)
    - 며느리 : 오숙혜 (吳淑惠, 1948년 ~ ), 전 법무부장관 오탁근의 딸

  - 배우자 : 방연숙 (1926년 9월 25일 ~ 2013년 10월 29일)
    - 삼남 : 김무성 (金武星, 1951년 9월 20일 ~ , 새누리당 대표최고위원)
    - 며느리 : 최양옥 (1956년 ~ ), 국회의원  최치환의 딸
      - 손녀 : 김현진 (1981년 ~ )
      - 손녀 : 김현경 (1983년 ~ , 수원대 미대 디자인학부 조교수)
      - 손자 : 김종민 (1988년 9월 12일 ~ , 배우, 예명: 고윤)

    - 사남 : 김남곤 (金南坤, 1953년 ~ , 삼동산업 이사)
    - 며느리 : 이미숙 (李美淑, 1961년 ~)